# (2707) Ueferji
(2707) Ueferji est un astéroïde de la ceinture principale.

## Description
(2707) Ueferji est un astéroïde de la ceinture principale. Il fut découvert le 28 août 1981 à La Silla par Henri Debehogne. Il présente une orbite caractérisée par un demi-grand axe de 3,19 UA, une excentricité de 0,13 et une inclinaison de 2,7° par rapport à l'écliptique.

## Compléments